# Anchwennefer
Anchwennefer (Ankh-wen-Nefer) – syn Horunnefera. Objął rządy po śmierci ojca w 199 r. p.n.e. Panował w Górnym Egipcie. W 186 r. p.n.e. jego wojska zostały pokonane przez generała Komenosa w bitwie pod Syene (obecnie Asuan). Anchwennefer został wzięty do niewoli i stracony w Aleksandrii z rozkazu Ptolemeusza V.